# Alfa Telescopii
Alpha Telescopii (α Tel, α Telescopii) è la stella più luminosa della costellazione del Telescopio.
Stella subgigante blu, dista 249 anni luce dalla Terra ed ha una magnitudine apparente di 3,49.

## Caratteristiche fisiche
Presenta le caratteristiche di stella peculiare, per via dell'abbondanza di elio presente, e nonostante sia catalogata come stella subgigante è ancora una calda stella blu di sequenza principale. 900 volte più luminosa del Sole, ha una massa 5 volte superiore, mentre il suo diametro è quasi 3,5 volte tanto.